# Alice of the Lake
Ne doit pas être confondu avec Alice Lake ou Alice Lake Park.
Pour plus de détails, voir Fiche technique et Distribution.
Alice of the Lake est un film muet américain réalisé par Burton L. King, sorti en 1915.

## Fiche technique
- Titre : Alice of the Lake
- Réalisation : Burton L. King
- Scénario : Marc Edmund Jones (en)
- Producteur : William Selig
- Société de production : Selig Polyscope Company
- Société de distribution : General Film Company
- Pays d'origine :  États-Unis
- Langue : Anglais américain
- Format : Noir et blanc — 35 mm — 1,33:1 — Muet
- Métrage : 300 mètres (1 bobine)
- Genre : Film dramatique, Film romantique
- Durée : 10 minutes
- Dates de sortie : 
  -  États-Unis : 23 mars 1915

## Distribution
- Robyn Adair
- Lillian Hamilton : Alice of the Lake
- Edwin J. Brady